# Teos (faraó)
Teos (nom grec:Τέως) Irimaatenra Dyedhor, va ser el segon faraó de la dinastia XXX d'Egipte, regnant de 361 a 359 aC.
Manetó el denomina Teos, segons les versions de Juli Africà, Eusebi de Cesàrea i Jordi Sincel·le, comentant que va regnar dos anys. És citat a la Crònica Demòtica com a Dyeho.
Era el fill i successor del Nectabeu I i els dos primers anys probablement hauria estat corregent amb el seu pare. Tens ja abans del començament del seu regnat va iniciar una política d'aliances amb el rei Agesilau II d'Esparta i amb Atenes. Va recolzar Esparta i Atenes en la seva lluita contra Pèrsia enfonsada en disputes internes.
Després de prendre el poder a la mort del seu pare, Nectabeu I, decideix la conquesta de Palestina i Síria, aprofitant la decadència del poder aquemènida. La campanya es va preparar a consciència, reclutant mercenaris grecs als quals va pagar en requisar els metalls preciosos dels temples del país i surimir privilegis als sacerdots de Sais. S'encunyà moneda per a la paga de mercenaris per primera vegada a la història d'Egipte.
Teos va reservar-se el comandament suprem, mentre que Agesilau II d'Esparta va comandar els mercenaris grecs i l'estrateg Càbries a la flota atenesa. Aquest exèrcit, el 360 aC., va avançar sense resistència i prendre Fenícia.
Durant l'absència d'Egipte, Teos va ser víctima d'una traïció, se li va oposar el seu germà Tyahapimu, que havia estat designat corregent, proclamant faraó al seu propi fill, Nectabeu II. La causa de la insurrecció hauria sigut el descontentament dels sacerdots, però es sospita que el rei persa Artaxerxes II va oferir diners a Tyahapimu i a Nectabeu.
Càbries i la marina de guerra van romandre fidels al faraó, però Agesilau es va unir a Nectabeu, l'exèrcit va donar suport a l'usurpador i Teos va fugir a la cort del rei persa Artaxerxes II. Allà va rebre asil, perquè Artaxerxes va considerar que per reconquistar Egipte podria ser-li molt útil un antic faraó. Artaxerxes va morir el 358 aC, i la següent ofensiva persa va succeir el 351 aC. Llavors Teos probablement ja era mort.

## Construccions i testimonis de la seva època
- Una capella al mur nord del temple de Jonsu a Karnak.
- Una inscripció de la restauració del temple de Jonsu a Karnak.
- Una inscripció a les pedreres de Tura.
- Fragments d'inscripció a Tanis.
- Fragments de relleus a Qantir i Atribis.
- Un fragment de naus, un atuell de Memfis i monedes.